# Văn hóa Vương quốc Liên hiệp Anh
Văn hóa Anh bị ảnh hưởng bởi lịch sử của quốc gia; đời sống tôn giáo chủ yếu là Kitô giáo, sự tương tác của nó với các nền văn hóa của châu Âu, các truyền thống của Anh, xứ Wales và Scotland, và tác động của Đế quốc Anh. Mặc dù văn hóa Anh là một thực thể riêng biệt, các nền văn hóa riêng lẻ của Anh, Scotland, Wales và Bắc Ireland rất đa dạng và có mức độ khác nhau về sự chồng chéo và khác biệt.
Văn học Anh đặc biệt được coi trọng. Tiểu thuyết được phát minh ở Anh (xem Genji monogatari để có quan điểm khác), và các nhà viết kịch, nhà thơ và tác giả là một trong những nhân vật văn hóa nổi bật nhất của cộng đồng này. Nước Anh cũng có những đóng góp đáng chú ý cho âm nhạc, điện ảnh, nghệ thuật, kiến trúc và truyền hình. Vương quốc Anh cũng là quê hương của Giáo hội Anh, nhà thờ chính phủ và nhà thờ mẹ của Cộng đồng Anh giáo, giáo phái Kitô giáo lớn thứ ba. Nước Anh chứa một số trường đại học lâu đời nhất thế giới, có nhiều đóng góp cho triết học, khoa học và công nghệ, và là nơi sinh của nhiều nhà khoa học và phát minh nổi tiếng. Cuộc cách mạng công nghiệp bắt đầu ở Anh và có ảnh hưởng sâu sắc đến điều kiện kinh tế xã hội và văn hóa gia đình trên thế giới. Nhờ có Đế quốc Anh, ảnh hưởng quan trọng của Anh có thể được quan sát thấy với những ngôn ngữ, luật pháp, văn hóa và thể chế của các thuộc địa cũ của Anh, hầu hết trong số đó là thành viên của Khối thịnh vượng chung. Một tập hợp con của các quốc gia này tạo thành vùng văn hóa tiếng Anh (Anglosphere) và là một trong những đồng minh thân cận nhất của Anh. Các thuộc địa và sự thống trị của Anh lần lượt ảnh hưởng đến văn hóa Anh, đặc biệt là ẩm thực Anh. Thể thao là một phần quan trọng của văn hóa Anh, và nhiều môn thể thao bắt nguồn từ quốc gia này bao gồm cả bóng đá.
Vương quốc Anh đã được mô tả là một "siêu cường văn hóa", và London đã được mô tả là một thủ đô văn hóa thế giới. Một cuộc thăm dò dư luận toàn cầu cho BBC cho thấy Vương quốc Anh xếp hạng quốc gia được nhìn nhận tích cực thứ ba trên thế giới (sau Đức và Canada) trong năm 2013 và 2014.

## Ngôn ngữ

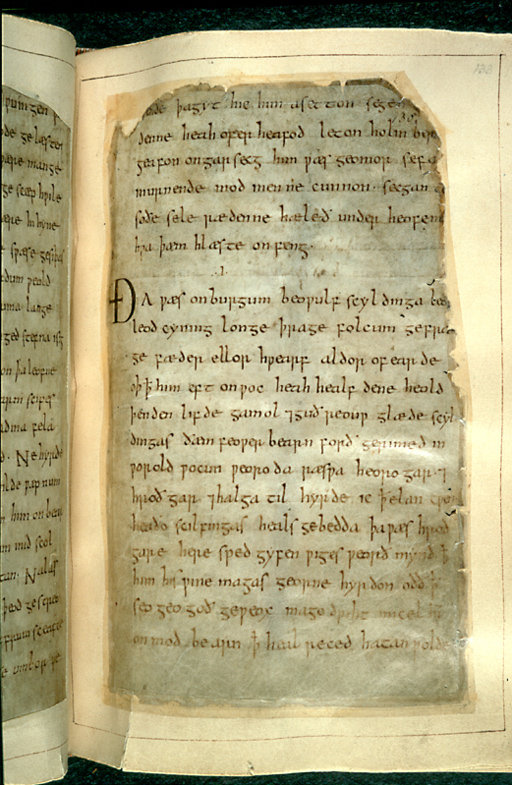
Bài thơ anh hùng tiếng Anh cổ Beowulf được lưu trữ trong Thư viện Anh.

Lần đầu tiên được nói ở Anh thời trung cổ, tiếng Anh là ngôn ngữ chính thức thực tế của Vương quốc Anh và được khoảng 95% dân số Anh sử dụng. Bảy ngôn ngữ khác được Chính phủ Anh công nhận theo Hiến chương châu Âu về ngôn ngữ địa phương hoặc dân tộc thiểu số - tiếng Wales, tiếng Gaelic của Scotland, người Scotland, người Cornish, người Ailen, người Scotland, và ngôn ngữ ký hiệu của Anh.